# Marvel vs. Capcom: Clash of Super Heroes
Marvel vs. Capcom: Clash of Super Heroes (マーヴル VS. カプコン クラッシュ オブ スーパー ヒーローズ, Māvuru bāsasu Kapukon: Kurasshu obu Sūpā Hīrōzu) est jeu vidéo de combat développé et édité par Capcom en janvier 1998 sur borne d'arcade. C'est le troisième épisode de la série Marvel vs. Capcom. Il a été adapté sur console de jeux vidéo en 1999 et 2000,.

## Système de jeu
Marvel vs. Capcom: Clash of Super Heroes est le troisième épisode de la série Marvel vs. Capcom. Le système jeu reprend les bases du précédent épisode (Marvel Super Heroes vs. Street Fighter) avec un jeu de combat par équipe (tag team). Les combats débutent en un contre un et le joueur a la possibilité de permuter avec le deuxième combattant à n'importe quel moment,. Une fois le deuxième combattant en scène, le premier personnage récupère des points de vie, hors de l'écran, s'il a subi des dégâts.
Clash of Super Heroes présente peu de nouveautés par rapport à son prédécesseur. La principale nouveauté est l'apparition d'un troisième personnage par équipe mais ne combat pas directement. Le troisième personnage est attribué totalement au hasard à chaque joueur, et intervient durant quelques courts instants. Ce système est baptisé « Special Partner », il s'agit d'une fonction limitée à quelques utilisations par tour. Un chiffre est affiché à l'écran pour indiquer le nombre d'interventions dont le joueur dispose. Les personnages « Special Partner » se composent de 20 combattants et de 15 pour les combattants directement jouables,.

## Développement
Marvel vs. Capcom: Clash of Super Heroes est développé sur arcade par Capcom pour le système CPS-2. Le titre est présenté la première fois à Londres via le salon Amusement Trades Exhibition International en janvier 1998. Le jeu est ensuité présenté à Makuhari Messe en février 1998 à l'occasion de l'évènement de l'AOU Show (en), salon spécialisé dans les jeux d'arcade au Japon. Clash of Super Heroes est exposé aux côtés du jeu Plasma Sword comme nouvelles productions du stand de Capcom. Clash of Super Heroes est porté en 1999 sur Dreamcast, cette version comprend un mode exclusif baptisé « Cross Fever » permettant de jouer jusqu'à quatre joueurs. Marvel vs. Capcom: Clash of Super Heroes est publié le 25 mars 1999 au Japon puis le 14 octobre 1999 en France, et en Europe pour le lancement de la Dreamcast,. Le jeu est également édité aux États-Unis et au Canada pour le lancement de la console de Sega sur le continent nord-américain, le 9 septembre 1999.
Le jeu est ensuite porté sur PlayStation, mais les limitations de la console contraignent les développeurs à supprimer certaines fonctionnalités, notamment l'élément tag team du jeu, qui implique des combats à deux personnages au lieu de quatre dans la plupart des modes de jeu,. Le personnage secondaire est également affecté, il a dans la version 32-bits du jeu un rôle d'assistance, similaire aux personnages invités. Pour contourner les limitations de la version PlayStation, un nouveau mode appelé « Cross Over » est ajouté. Ce mode permet de jouer en équipe avec comme condition des combats où les équipes sont identiques et où l'adversaire joue avec un alignement inversé. Si le joueur 1 sélectionne Ryu et le joueur 2 sélectionne Gambit, Gambit et Ryu seront automatiquement sélectionnés comme personnages secondaires du joueur 1 et du joueur 2, respectivement,.

## Personnages
Le jeu comporte 22 personnages principaux et 22 personnages secondaires (dit partenaires dans le jeu).
Les personnages principaux
| Personnages Marvel | Comics d'origine | Première apparition        |
| ------------------ | ---------------- | -------------------------- |
| Captain America    | 1                | Marvel Super Heroes vs. SF |
| Gambit             | X-Men            | X-Men vs. Street Fighter   |
| Gold War Machine   | Iron Man         | 2                          |
| Hulk               | Incredible Hulk  | Marvel Super Heroes vs. SF |
| Onslaught          | X-Men            | 2                          |
| Orange Hulk        | 1                |                            |
| Red Venom          | Spider-Man       | 2                          |
| Spider-Man         | 1                | Marvel Super Heroes vs. SF |
| Venom              | Spider-Man       | 2                          |
| War Machine        | Iron Man         | 2                          |
| Wolverine          | X-Men            | X-Men vs. Street Fighter   |

| Personnages Capcom | Jeu d'origine    | Première apparition      |
| ------------------ | ---------------- | ------------------------ |
| Captain Commando   | Captain Commando | 2                        |
| Chun-Li            | Street Fighter   | X-Men vs. Street Fighter |
| Jin                | Cyberbots        | 2                        |
| Lilith             | Darkstalkers     | 2                        |
| Mega Man           | 1                | 2                        |
| Morrigan           | Darkstalkers     | 2                        |
| Roll               | Megaman          | 2                        |
| Ryu                | Street Fighter   | X-Men vs. Street Fighter |
| Shadow Lady        | Street Fighter   |                          |
| Strider Hiryu      | Strider          | 2                        |
| Zangief            | Street Fighter   | X-Men vs. Street Fighter |

Légende : 

1 le nom du personnage est aussi le titre du comics ou jeu auquel il est associé.

2 première apparition jouable dans un crossover.
Les partenaires

## Équipe de développement
- Planificateurs : Atsushi Tomita, Dave Matumoto, Nakano Tau! Masahiro
- Artworks originaux : Akiman, Shoei, Sakomizu
- Conception des objets: Minobe Hiroaki, Akemi Kurihira, Fuji = Kazu, Sagata, G. Kamina, Miwa Sagaguchi, Kohichi Kikutanii, Kondo Masanori, Hiroshi Yoshioka, Shinya Miyamoto, Takep, Toshihiro Suzuki, Jon Narancha, Yamancha, Naony, Yuugen, Kanako Takami, Ino, Eripyon.N, Kimo Kimo
- Conception des décors : Konomi, Iwai, Sawatch, M. Nakagawa, M. Kitamura, Nissui, Kanno, Himago, Kazu T, Oonisi, Takapon, Kenichi Yamahashi, Stamp Rally
- Composition et arrangements de la musique : Yuko K. Takehara, Masato Kohda
- Directeur son : Ryoji Yamamoto
- Directeur enregistrement : Susan Hart
- Ingénieurs du son : Paul Shubat, David Stinson
- Ingénieurs en second : Dave Hatt, Rick Pacholko
- Programmeurs : Motsu, Eternal Sailor, Kaw, You!, Silver Kadontz, Teruaki Hirokado (Bakunetsu Hirokado)
- Producteur : Kenji Kataoka
- Producteur général : Noritaka Funamizu
- Producteur exécutif : Yoshiki Okamoto